# Моріс Панич
Стівен Моріс Панич (нар. 30 липня 1952, м. Калгарі, Канада) — канадський драматург, режисер, актор.

## Життєпис
Народився 30 липня 1952 у місті Калгарі, виріс в Едмонтоні (Канада).
Навчався в Північно-Альбертському технологічному інституті, Університеті Британської Колумбії, Лондонській театральній школі.
Працює в театрах Канади, США. На європейському театральному «Единбурзькому фестивалі» став переможцем конкурсу з п'єсою «Тітка та я».
Лауреат багатьох міжнародних нагород.